# Чхве Мі Сун
Чхве Мі Сун (кор. 최미선, нар. 1 липня 1996) — південнокорейська лучниця, олімпійська чемпіонка 2016 року.

## Виступи на Олімпіадах
| Олімпіада           | Дисципліна             | Місце |
| ------------------- | ---------------------- | ----- |
| Ріо-де-Жанейро 2016 | індивідуальна першість | 8     |
| Ріо-де-Жанейро 2016 | командна першість      | 1     |